# BG Водолея
BG Водолея (лат. BG Aquarii) — одиночная переменная звезда в созвездии Водолея на расстоянии (вычисленном из значения параллакса) приблизительно 23982 световых лет (около 7353 парсеков) от Солнца. Видимая звёздная величина звезды — от +15,4m до +13,6m.

## Характеристики
BG Водолея — белая пульсирующая переменная звезда типа RR Лиры (RRAB) спектрального класса A. Эффективная температура — около 7567 К.